# Mário Saa
Mário Paes da Cunha e Sá (Caldas da Rainha, 18 de Junho de 1893 – Ervedal, 23 de Janeiro de 1971) foi um escritor português.

## Biografia
Mário Paes da Cunha e Sá, que adoptou Mário Saa como nome literário, descendia de uma família de grandes proprietários da elite económica e social do concelho alentejano de Avis. Aquando do seu nascimento, o seu pai era notário e sub-delegado no julgado de Óbidos, vivendo nas Caldas da Rainha. Em 1895, a sua família volta para Avis e o seu pai constrói o Monte de Pero Viegas, onde Mário Saa residiu quase toda a vida. Recebeu formação no colégio de S. Fiel, em Louriçal do Campo (Beira Baixa), no Liceu de Évora e, em 1913, era aluno do Instituto Superior Técnico. Através da revista Presença (n.º 19, 1929), sabe-se que em 1917 continuaria a frequentar o IST. No ano seguinte inscreveu-se no curso Ciências Matemáticas na Universidade de Lisboa e, em 1930, no curso de Medicina da mesma Universidade, não tendo, no entanto, concluído qualquer das licenciaturas.
A vida de Mário Saa repartiu-se entre a administração agrícola das suas propriedades e a investigação e produção literária. Em consonância com o perfil dos intelectuais do seu tempo dedicou-se e interessou-se por temáticas distintas publicando várias obras e numerosos artigos em periódicos. Dedicou-se à filosofia, à genealogia, à geografia antiga, à poesia, à problemática camoniana, às investigações arqueológicas, e mesmo à astrologia e à grafologia. O seu interesse pela arqueologia e a investigação que realizou sobre vias romanas deram origem à sua obra de maior importância, «As Grandes Vias da Lusitânia», em seis volumes, o produto de mais de 20 anos de investigações e prospecções arqueológicas que é, ainda hoje, uma obra de referência. A par com a arqueologia, Mário Saa destacou-se, também, no panorama da poesia portuguesa das décadas de 20 e 30 do século XX, publicando com assiduidade na revista Presença e privando com os grandes poetas e intelectuais da época no âmbito da boémia literária da Brasileira do Chiado. Em 1959 colaboraria ainda no primeiro número da revista «Tempo Presente».
Também se encontra colaboração da sua autoria na revista Sudoeste (1935) dirigida por Almada Negreiros.
Nas suas obras, encontramos também a defesa de teses racistas antissemitas, declarando que "Pombal fora a primeira afirmação dos judeus no poder".

## Obras de Mário Saa
- Evangelho de S. Vito (1917)
- Portugal Cristão-Novo ou os Judeus na República (1921)
- Poemas Heróicos / Simão Vaz de Camões; Pref. de Mário Saa (1921)
- Camões no Maranhão (1922)
- Táboa Genealógica da Varonia Vaz de Camões (1924)
- A Invasão Dos Judeus (1925)[3]
- A Expicação do Homem: Através de uma auto explicação em 207 táboas filosóficas (1928)
- Origens do Bairro-Alto de Lisboa: Verdadeira notícia (1929)
- Nós, Os Hespanhóis (1930)
- Proclamações à Pátria: Uma Aliança Luso-Catalã (Abril, 1931)
- Proclamações à Pátria: Até ao Mar Cantábrico (1931)
- Erridânia: A Geografia Mais Antiga do Ocidente (1936)
- As Memórias Astrológicas de Camões e o Nascimento do Poeta em 23 de Janeiro de 1524 (1940)
- As Grandes Vias da Lusitânia: O Itinerário de Antonino Pio (6 T.; 1957-1967)
- Poesia e alguma prosa. Organização, introdução e notas de João Rui de Sousa, INCM, (2006)

## Ligações
- Fundação Paes Teles
- «Mário, o poeta truculento agora em formato de livro», artigo de Ana Marques Gastão no Diário de Notícias